# غولدن تايم
غولدن تايم (باليابانية: ゴールデンタイム، بالروماجي: Gōruden Taimu) (بالإنجليزية: Golden Time) هي سلسلة رواية خفيفة من تأليف يويوكو تاكيميا ورسم إيجي كوماتسو. نشرت من قبل آسكي ميديا وركس منذ 1 سبتمبر عام 2007 حتى 1 مارس عام 2011، وتكونت من 11 مجلدًا. اقتبست إلى سلسلة مانغا نشرت في مجلة دينجيكي دايوه، منذ أكتوبر عام 2011 حتى يوليو عام 2016، وتم تجمع فصول المانغا في 9 مجلدات تانكوبون.  أنتجت إلى مسلسل أنمي تلفزيوني من قبل استوديو جاي سي ستاف، عرض الأنمي في 3 أكتوبر عام 2013 واستمر عرضه حتى 27 مارس عام 2014، وتكون 24 حلقة.

## القصة
تدور أحداث القصة عن بانري تادا هو طالب تم قبوله في كلية الحقوق في طوكيو. بسبب سقوطه من جسر بعد فترة وجيزة من تخرجه من المدرسة الثانوية، فقد كل ذكرياته قبل الحادث (فقد الذاكرة الرجعي).

## الشخصيات
بانري تادا (باليابانية: 多田 万里، بالروماجي: Tada Banri)
أداء صوتي: ماكوتو فوروكاوا
روح بانري (باليابانية: 万里の霊魂، بالروماجي: Banri no Reikon)
كوكو كاغا (باليابانية: 加賀 香子، بالروماجي: Kaga Koko)
أداء صوتي: يوي هوريه
ميسو ياناغيساوا (باليابانية: 柳澤 光央، بالروماجي: Yanagisawa Mitsuo)
أداء صوتي: كايتو إيشيكاوا
ليندا / نانا هاياشيدا (باليابانية: リンダ، بالروماجي: Rinda)
أداء صوتي: آي كايانو
نيجيغين / تاكايا ساتو 二次元 (Nijigen)
أداء صوتي: تاكاهيرو هيكامي
تشينامي أوكا (باليابانية: 岡 千波، بالروماجي: Oka Chinami)
أداء صوتي: إيبوكي كيدو
كوشي (باليابانية: コッシー، بالروماجي: Kosshii)
أداء صوتي: تاكايوكي كوندو
نانا
أداء صوتي: ساتومي ساتو

## وصلات خارجية
- موقع الأنمي الرسمي (باليابانية)
- موقع الرواية المرئية الرسمي نسخة محفوظة 27 مارس 2014 على موقع واي باك مشين. (باليابانية)
- غولدن تايم على موقع ANN manga (الإنجليزية)